# Athidiplosis walteri
Athidiplosis walteri är en tvåvingeart som beskrevs av Gagne 1993. Athidiplosis walteri ingår i släktet Athidiplosis och familjen gallmyggor.
Artens utbredningsområde är Kenya. Inga underarter finns listade i Catalogue of Life.